# Copa de Alemania 1966
La Copa de Alemania 1966 fue la 23.ª edición del torneo de copa de fútbol anual de Alemania Federal que se jugó del 2 de enero al 4 de junio de 1966 y que contó con la participación de 34 equipos.
El FC Bayern Múnich venció al Meidericher SV en la final jugada en el Waldstadion para ganar la copa nacional por segunda ocasión.

## Primera Ronda
| 2-1-1966                 |       |                     |
| FC Bayern Munich         | 2 – 0 | Borussia Dortmund   |
| Borussia Mönchengladbach | 5 – 1 | SC Opel Rüsselsheim |

| 22-1-1966                |       |                         |       |
| SV Werder Bremen         | 4 – 0 | TSV 1860 München        |       |
| FC Bayern Munich         | 1 – 0 | Eintracht Braunschweig  |       |
| 1. FC Köln               | 1 – 1 | SC Tasmania 1900 Berlin | (AET) |
| Hannover 96              | 2 – 4 | Hamburger SV            |       |
| Meidericher SV           | 2 – 0 | VfB Stuttgart           |       |
| Borussia Mönchengladbach | 0 – 1 | Borussia Neunkirchen    | (AET) |
| SV Südwest Ludwigshafen  | 0 – 1 | 1. FC Kaiserslautern    |       |
| Eintracht Frankfurt      | 2 – 1 | SV Alsenborn            |       |
| FC Schalke 04            | 3 – 1 | Tennis Borussia Berlin  | (AET) |
| Karlsruher SC            | 3 – 0 | Preußen Münster         |       |
| TSV Schwaben Augsburg    | 0 – 1 | 1. FC Nürnberg          |       |
| Fortuna Düsseldorf       | 1 – 2 | Kickers Offenbach       |       |
| FC St. Pauli             | 4 – 2 | 1. FC Saarbrücken       |       |
| Holstein Kiel            | 3 – 1 | Arminia Bielefeld       |       |
| Freiburger FC            | 4 – 3 | Alemannia Aachen        |       |
| TuS Haste                | 1 – 2 | Concordia Hamburg       |       |

### Replay
| 29-1-1966               |       |            |
| SC Tasmania 1900 Berlin | 0 – 2 | 1. FC Köln |

## Segunda Ronda
| 19-2-1966            |       |                      |
| Hamburger SV         | 4 – 0 | Borussia Neunkirchen |
| Meidericher SV       | 6 – 0 | FC Schalke 04        |
| 1. FC Nürnberg       | 2 – 1 | Eintracht Frankfurt  |
| Freiburger FC        | 1 – 3 | Karlsruher SC        |
| 1. FC Kaiserslautern | 3 – 0 | Holstein Kiel        |
| SV Werder Bremen     | 2 – 0 | Concordia Hamburg    |
| FC St. Pauli         | 3 – 1 | Kickers Offenbach    |
| FC Bayern Munich     | 2 – 0 | 1. FC Köln           |

## Cuartos de final
| 7-4-1966             |       |                  |
| Meidericher SV       | 1 – 0 | Karlsruher SC    |
| Hamburger SV         | 1 – 2 | FC Bayern Munich |
| 1. FC Kaiserslautern | 3 – 1 | SV Werder Bremen |
| FC St. Pauli         | 0 – 1 | 1. FC Nürnberg   |

## Semifinales
| 18-5-1966 | 1. FC Nürnberg | 1 – 2 (t. s.) | FC Bayern Munich          | Städtisches Stadion, Nuremberg                         |                                                        |
|           | Brungs 59'     |               | Ohlhauser 29' · Nowak 98' | Asistencia: 58 000 espectadores Árbitro(s): Handwerker | Asistencia: 58 000 espectadores Árbitro(s): Handwerker |

| 18-5-1966 | Meidericher SV                                | 4 – 3 | 1. FC Kaiserslautern                  | Wedaustadion, Duisburg                             |                                                    |
|           | van Haaren 19' · Schmidt 34' 53' · Mielke 66' |       | Braner 2' · Reitgaßl 50' · Rummel 69' | Asistencia: 30 000 espectadores Árbitro(s): Ohmsen | Asistencia: 30 000 espectadores Árbitro(s): Ohmsen |

### Final
| 4 de junio de 1966 | Meidericher SV                    | 2–4     | FC Bayern Munich                                            | Waldstadion, Frankfurt                                  |                                                         |
|                    | Mielke 28' · Heidemann 72' (pen.) | Reporte | Ohlhauser 31' · Brenninger 56' 77' (pen.) · Beckenbauer 82' | Asistencia: 60 000 espectadores Árbitro(s): Schulenburg | Asistencia: 60 000 espectadores Árbitro(s): Schulenburg |

| Meidericher SV | Bayern Munich |

| ARQ               |  | Manfred Manglitz  |
| DEF               |  | Hartmut Heidemann |
| DEF               |  | Johann Sabath     |
| MED               |  | Werner Lotz       |
| MED               |  | Manfred Müller    |
| MED               |  | Michael Bella     |
| DEL               |  | Carl-Heinz Rühl   |
| DEL               |  | Werner Krämer     |
| DEL               |  | Rüdiger Mielke    |
| DEL               |  | Heinz van Haaren  |
| DEL               |  | Horst Gecks       |
| Entrenador:       |  |                   |
| Hermann Eppenhoff |  |                   |

| ARQ              |  | Sepp Maier          |
| DEF              |  | Hans Nowak          |
| DEF              |  | Werner Olk          |
| MED              |  | Hans Rigotti        |
| MED              |  | Franz Beckenbauer   |
| MED              |  | Peter Kupferschmidt |
| DEL              |  | Rudolf Nafziger     |
| DEL              |  | Gerd Müller         |
| DEL              |  | Rainer Ohlhauser    |
| DEL              |  | Dieter Koulmann     |
| DEL              |  | Dieter Brenninger   |
| Entrenador:      |  |                     |
| Zlatko Čajkovski |  |                     |